# ويليام وايت (سياسي)
ويليام وايت (بالإنجليزية: William White)‏ هو سياسي نيوزلندي، ولد في 1848 في المملكة المتحدة، وتوفي في 19 يوليو 1900. انتخب عضو مجلس النواب النيوزيلندي عن دائرة Sydenham (New Zealand electorate) ‏ (1881 – 1886).